# أبسالوم بيرد
أبسالوم بيرد (بالإنجليزية: Absalom Baird)‏ هو ضابط أمريكي، ولد في 20 أغسطس 1824 في واشنطن في الولايات المتحدة، وتوفي في 14 يونيو 1905 في أربتوس في الولايات المتحدة.